# Yanagi
Lo Yanagi (柳? lett. "Salice") è stato un cacciatorpediniere della Marina imperiale giapponese, diciottesima e ultima unità della classe Matsu. Fu varato nel dicembre 1944 dal cantiere navale Fujinagata a Osaka. Appartenente alla 53ª Divisione, non ebbe che un trascurabile servizio durante gli ultimi sei mesi della seconda guerra mondiale e rimase gravemente danneggiato sullo scorcio delle ostilità; poco più di un relitto, non fu ceduto a nessuna delle potenze vincitrici e fu demolito nel 1946-47.

## Caratteristiche
Lo Yanagi presentava una lunghezza fuori tutto di 100 metri, una larghezza massima di 9,35 metri e un pescaggio di 3,30 metri; il dislocamento a pieno carico ammontava a 1 676 tonnellate. L'apparato motore era formato da due caldaie Kampon, due turbine a ingranaggi a vapore Kampon, due alberi motore con elica: erano erogati 19 000 shp, sufficienti per una velocità massima di 27,75 nodi (52,73 km/h); l'autonomia massima era di 4 680 miglia nautiche a 16 nodi (8 667 chilometri a 30,4 km/h). L'armamento era articolato su tre cannoni Type 89 da 127 mm L/40 in due affusti pressoché scoperti; quattro tubi lanciasiluri da 610 mm raggruppati in un impianto Type 92 e senza ricarica; venticinque cannoni automatici Type 96 da 25 mm L/60 e due lanciatori Type 94 per bombe di profondità (60 a bordo). Infine erano stati forniti un sonar Type 93, un radar Type 22 e uno Type 13. All'entrata in servizio l'equipaggio era formato da 210 uomini.

## Servizio operativo
Il cacciatorpediniere Yanagi fu ordinato nell'anno fiscale edito dal governo giapponese nel 1944. La sua chiglia fu impostata nel cantiere navale dell'azienda Fujinagata, nella città di Osaka, il 20 agosto 1944 e il varo avvenne il 25 dicembre seguente; fu completato il 18 gennaio 1945 e il comando fu affidato al capitano di corvetta Yasunosuke Okuma. Fu immediatamente assegnato all'11ª Squadriglia cacciatorpediniere, dipendente dalla Flotta Combinata e demandata all'addestramento delle nuove unità in tempo di guerra.
Lo Yanagi ebbe una carriera priva di significativi eventi con la Marina imperiale. Infatti, conclusi messa a punto e preparazione, il 15 marzo 1945 fu inserito nell'ordine di battaglia nell'appena attivata 53ª Divisione, che comprendeva inoltre il Keyaki, il Nara, il Tachibana, lo Tsubaki e il Sakura: la divisione rimase comunque agli ordini dell'11ª Squadriglia che transitò alle dipendenze della depauperata 2ª Flotta il 1º aprile; tuttavia, dopo le gravi perdite patite nell'estrema operazione Ten-Go, essa fu disattivata e la 53ª Divisione e il resto della squadriglia tornarono alla Flotta Combinata. Dislocato come buona parte della classe Matsu nella base navale di Kure, fu incaricato di operazioni minori nel bacino del Mare interno di Seto, comunque intralciate dalla scarsità di carburante; il 22 maggio salpò alla volta di Ominato per irrobustire i pattugliamenti e la scorta al traffico navale nella zona dello stretto di Tsugaru. Il 14 luglio fu sorpreso in mare, all'altezza di Ashizaki, da un gruppo aereo imbarcato appartenente alla Task force 38, parte della United States Third Fleet che aveva iniziato a bombardare centri industriali nipponici sulla costa: lo Yanagi fu raggiunto da bombe o siluri che provocarono danni assai gravi e il distacco della poppa. Fu soccorso in tempo e rimorchiato a Ominato, dove però le possibilità di renderlo nuovamente operativo erano ridotte; inoltre, il giorno successivo la 53ª Divisione fu sciolta. Il 9 agosto apparecchi americani attaccarono Ominato e lo Yanagi subì altri danni, sebbene non sia noto di che entità: il comando militare locale fece spostare il malconcio cacciatorpediniere a Hakodate, dove il 15 giunse la notizia che Tokyo aveva accettato la dichiarazione di Potsdam. A fine mese l'equipaggio consegnò la nave alle autorità d'occupazione statunitensi, che tuttavia non ne fecero uso alcuno dato il suo stato rovinoso. Depennato dai registri della Marina imperiale il 20 novembre 1945, lo Yanagi fu demolito sul posto tra la fine del 1946 e il 1º aprile 1947.